# Castell d'Enrens
El  Castell d'Enrens era un castell medieval, d'època romànica, del poble desaparegut del mateix nom, pertanyent al terme municipal de Tremp, dins de l'antic terme d'Espluga de Serra.
Citat ja el 980 com a termenal del castell de Viu, torna a ser documentat diverses vegades al segle xi. Adquirí una certa importància en les lluites nobiliàries d'aquell segle, i en totes les convinences entre els comtes pallaresos d'aquella època sempre és assignat al comtat de Pallars Jussà. Anà a formar part dels senyorius dels Erill, els quals la sotmeteren al domini de Lavaix, però molt tardanament. Ja al segle xix Enrens arribà a formar municipi propi, juntament amb el mas de Trepadús.
Actualment està del tot enrunat, i les seves pedres, en part traslladades a les bordes d'Enselles i de Ferrer, bastant properes. Al cim de la carena, però, encara hi ha restes de murs, en part corresponents a la torre quadrada del castell, així com algunes restes del perímetre exterior del recinte. Per la tècnica constructiva, el castell d'Enrens havia estat construït al segle xii.